# Amerikanska urfolkhästar

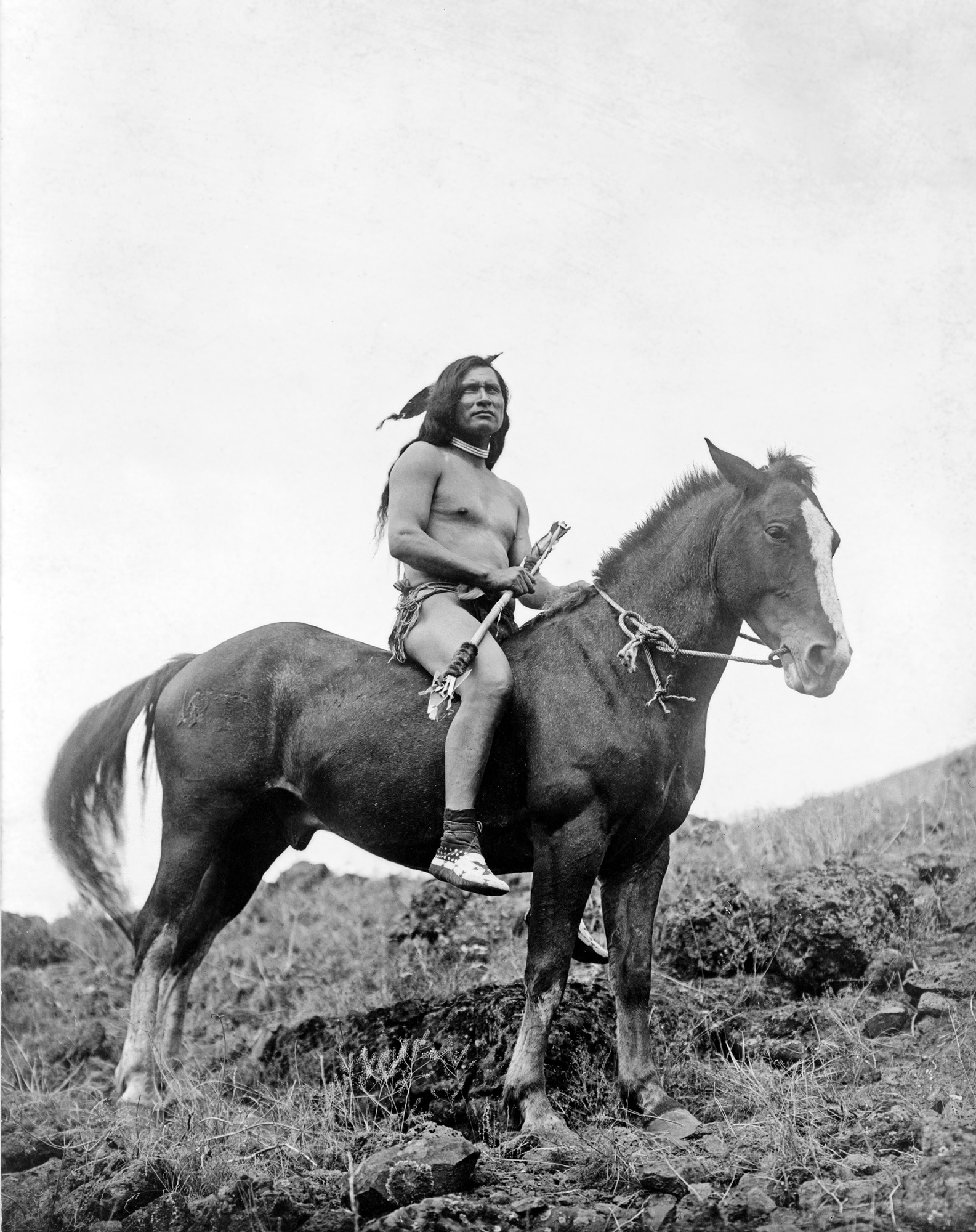
Nez Perce-krigare till häst

Som Amerikanska urfolkhästar räknas de hästar, som har domesticerats eller utvecklats av Nord- och Sydamerikas urbefolkningar. 
Urfolken var duktiga på att avla fram olika sorters hästar och många stammar dyrkade hästarna högt. Än idag finns hästraser som utvecklades av urfolken, bland annat den tigrerade, prickiga Appaloosan. Urfolken var även kända för att kunna ta vara på de brokiga färger som skäck (fläckig) eller tigrerad (prickig), något som avlades bort hos de flesta andra raser i amerika. Urfolkhästarna var även kända för sitt mod och sin intelligens, något som var oumbärligt för urfolken som inte bara använde sina hästar till riddjur eller packdjur utan även i strid. 

## Historia

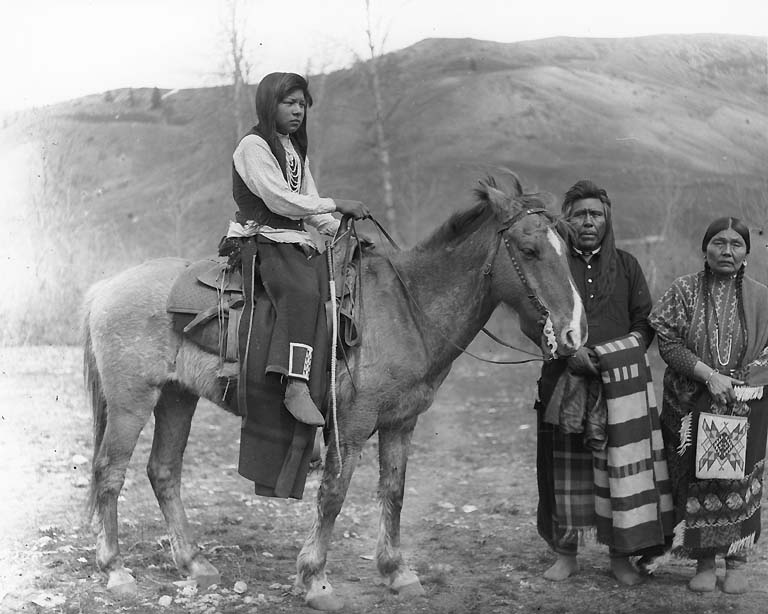
Hästen var en viktig del inom amerikansk urfolkkultur, här bland medlemmar i Palouse-stammen i ett indianreservat i Washington ca 1900-1910

Fossilfynd visar att hästar var vanliga i Nordamerika före den senaste istiden, men att de dog ut runt 11 000 f.Kr. Den dominerande teorin är att de flesta hästarna vandrade över till Europa och Asien då det fanns flera landbryggor mellan kontinenterna, och de hästar som fanns kvar blev bytesdjur för människor. 
De första hästarna efter utrotningen anlände med Christofer Columbus expedition under slutet av 1400-talet, och senare under koloniseringen under hela 1500-1600-talet. Många av de hästar som fördes in i Amerika släpptes lösa eller rymde vilket bildade stora hjordar med förvildade hästar på prärierna och stäpperna. Men urfolken som aldrig hade sett hästar förut var snarare rädda för hästarna och det var troligtvis en skrämmande syn att se en människa på ryggen på en häst.
Urfolken lärde sig så småningom av de spanska conquistadorerna om hästskötsel och ridning och utvecklade egna tekniker. Genom handel eller infångning av de förvildade hästarna fick urfolken egna hästar. De spanska conquistadorerna hade bland annat med sig sina berömda spanska hästar, jenneter och även hästar av arabiskt och berber-ursprung. Nästan alla de hästar som urfolken höll sig med härstammade från dessa spanska och orientaliska hästar. 
Med tiden blev urfolken erkända hästfolk och behärskade avelstekniker som inte ens var fulländade i Europa. Nez Perce-folket var främst inom hästavel och utvecklade störst antal hästraser bland annat den berömda prickiga Appaloosan. Men efterhand som urfolken blev bortjagade och infångade av den amerikanska armén så försvann många urfolkhästar. Många dödades av armén och då urfolken inte längre hade tillgång till sina hästar så försvann många raser. Enbart Appaloosan räddades med hjälp av några få exemplar som klarade sig. 
Idag har man dock lyckats rädda Appaloosan och flera andra gamla hästraser och genom olika avelsprogram och korsningsavel har man lyckats återföda kopior av de gamla urfolkhästarna, bland annat Nez perce horse som man fick fram genom att korsa Appaloosan med orientaliska Achaltekeerhästar. 

## Urfolkets hästavel

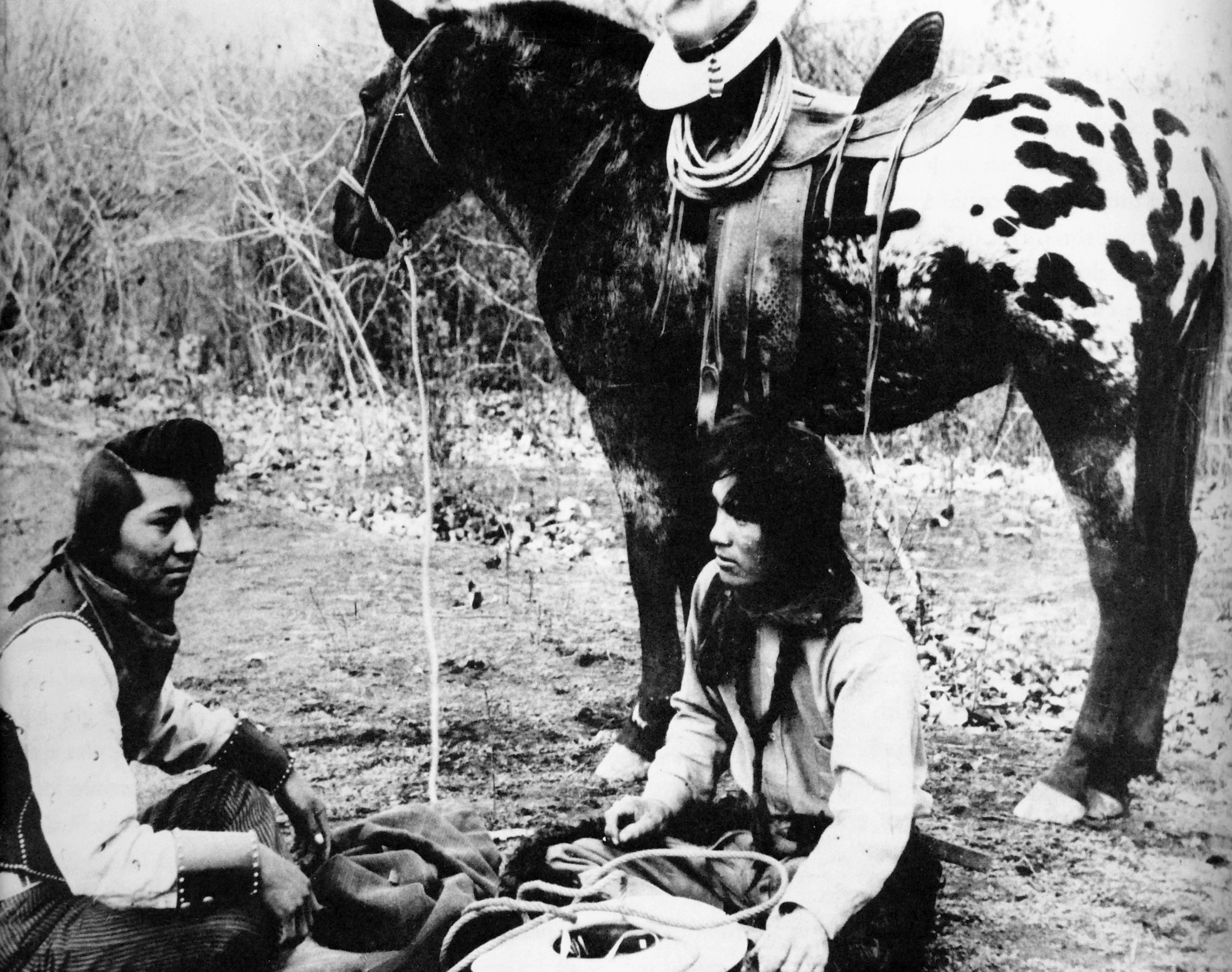
Nez Percefolket var främst inom hästavel och utvecklade bland annat den prickiga Appaloosan

Många urfolkstammar tog vara på de frisläppta eller förrymda spanska hästarna och utvecklade en stor talang för hästavel, bland annat stammen Nez Perce. Denna stam utvecklade flera hästraser som fortfarande existerar idag. Den mest kända av dessa är den tigrerade Appaloosan, men stammen utvecklade även en ras som räknas som deras officiella ras, Nez Perce Horse som dog ut under slutet av 1800-talet. Sedan mitten av 1990-talet har dock Nez Perce-hästen avlats fram på nytt med hjälp av Appaloosa och ökenhästar som Achaltekeer. Appaloosan var även ett bevis på stammarnas skicklighet i att avla hästar efter färg. Choctawfolket tog även de vara på de spanska hästarna och Choctawponnyn, som finns än idag, har genom genetiska tester bevisats vara renrasiga ättlingar från de hästar som fördes till Amerika under 1400- och 1500-talet. 
Cayusefolket i norr utvecklade även en mindre ras, en ponny, som var stark och otroligt kraftigt, något som passade klimatet och miljön i norra USA och södra Kanada. Cayusefolket visade även att de hade lärt sig principen av att förbättra de gamla spanskättade hästarna genom att blanda ut dem med hästar som de bytte till sig från franska kolonisatörer som bosatt sig i Kanada under 1600-talet. Cayuseponnyn var även den avlad på färg och visade ofta skäckfärg eller tigrering. Det sägs att det var Cayuseponnyerna som gav upphov till att man började kalla "färgglada" hästar för urfolkhästar. 

## Dyrkandet av hästen
Många av de urfolkstammarna höll sina hästar högt och dyrkade dem. Hos urfolken representerade hästen kärlek, hängivenhet och lojalitet. De symboliserade även mod, styrka och kraft. Hästarna var ofta ett tecken på rikedom och prestige hos stammarna och när urfolken började använda sig av sadlar och träns så utsmyckades dessa väldigt genomtänkt åt hästarna. 
Wishramfolket skattade hästarna väldigt högt och som tradition och för att visa respekt dödade man en avliden stammedlems favorithäst, i tron om att dessa skulle få vara tillsammans i andelivet. 